# Cerkiew św. Mikołaja w Bukareszcie
Cerkiew św. Mikołaja – prawosławna cerkiew w Bukareszcie, w jurysdykcji Rumuńskiego Kościoła Prawosławnego. Zbudowana na początku XX wieku przy ambasadzie rosyjskiej w stylu bizantyjsko-rosyjskim, stąd popularnie jest określana jako Cerkiew Rosyjska.

## Historia
Cerkiew została zbudowana w latach 1905–1909 z inicjatywy Giersa, ambasadora rosyjskiego w Rumunii, według projektu Michaiła Prieobrażenskiego. Miała służyć pracownikom ambasady oraz przebywającym w Bukareszcie Rosjanom. Na patrona świątyni wybrano Mikołaja Cudotwórcę, patrona panującego cara Mikołaja II. Rodzina panująca przekazała na cel wzniesienia cerkwi 600 tys. rubli, polecając, by nie czyniono żadnych oszczędności przy jej budowie. Obiekt poświęcono 25 listopada 1909. Ceremonii przewodniczył metropolita Bukaresztu, zwierzchnik Rumuńskiego Kościoła Prawosławnego Atanazy w asyście biskupa kronsztadzkiego Włodzimierza.
Po rewolucji październikowej nadzór nad świątynią przejął Rumuński Kościół Prawosławny. Cerkiew wróciła w jurysdykcję Rosyjskiego Kościoła Prawosławnego w 1947. Pawieł Statow, proboszcz placówki, doprowadził do jej remontu. Dziesięć lat później budowla została ponownie przekazana Patriarchatowi Rumuńskiemu, gdzie była zwykłą świątynią parafialną. W 1967 wnętrze obiektu odnawiali malarze Victor Costiurin, Victor Zenlicica i Eugen Profefa. Podczas trzęsienia ziemi w Bukareszcie w 1977 główna dzwonnica cerkwi została uszkodzona (pojawiły się na niej pęknięcia), co wymusiło konieczność nowego remontu. Przystąpiono do niego jednak dopiero w 2000 i przerwano z powodu braku funduszy, po czym w 2002 wznowiono.
W 1992 patriarcha rumuński Teoktyst ponownie uczynił cerkiew św. Mikołaja świątynią uniwersytecką.

## Architektura
Cerkiew reprezentuje styl bizantyjsko-rosyjski i wyraźnie różni się swoją architekturą od budowanych w tradycyjnym stylu miejscowym świątyń prawosławnych Rumunii.
Świątynia jest zbudowana z cegły, orientowana. Wzniesiono ją na planie prostokąta o bokach 19,6 na 18,4 metry; wysokość wież wynosi 19 metrów. Największa kopuła cerkwi położona jest na cylindrycznym bębnie ponad nawą, otaczają ją cztery mniejsze kopułki. Cebulaste kopułki umieszczono także w zwieńczeniu dzwonnicy i ponad pomieszczeniem ołtarzowym. Elewacje świątyni dekorowane są motywami zdobniczymi typowymi dla sztuki rosyjskiej i gruzińskiej.
Kompleks fresków we wnętrzu cerkwi, o łącznej powierzchni 1500 metrów kwadratowych, wykonał malarz Wasiliew w stylu typowym dla świątyni Athosu. Drewniany ikonostas powstał w Moskwie, a ikony dla niego napisał Wiktor Wasniecow, wzorując się na ikonostasie w soborze Świętych Archaniołów na Kremlu.

## Galeria

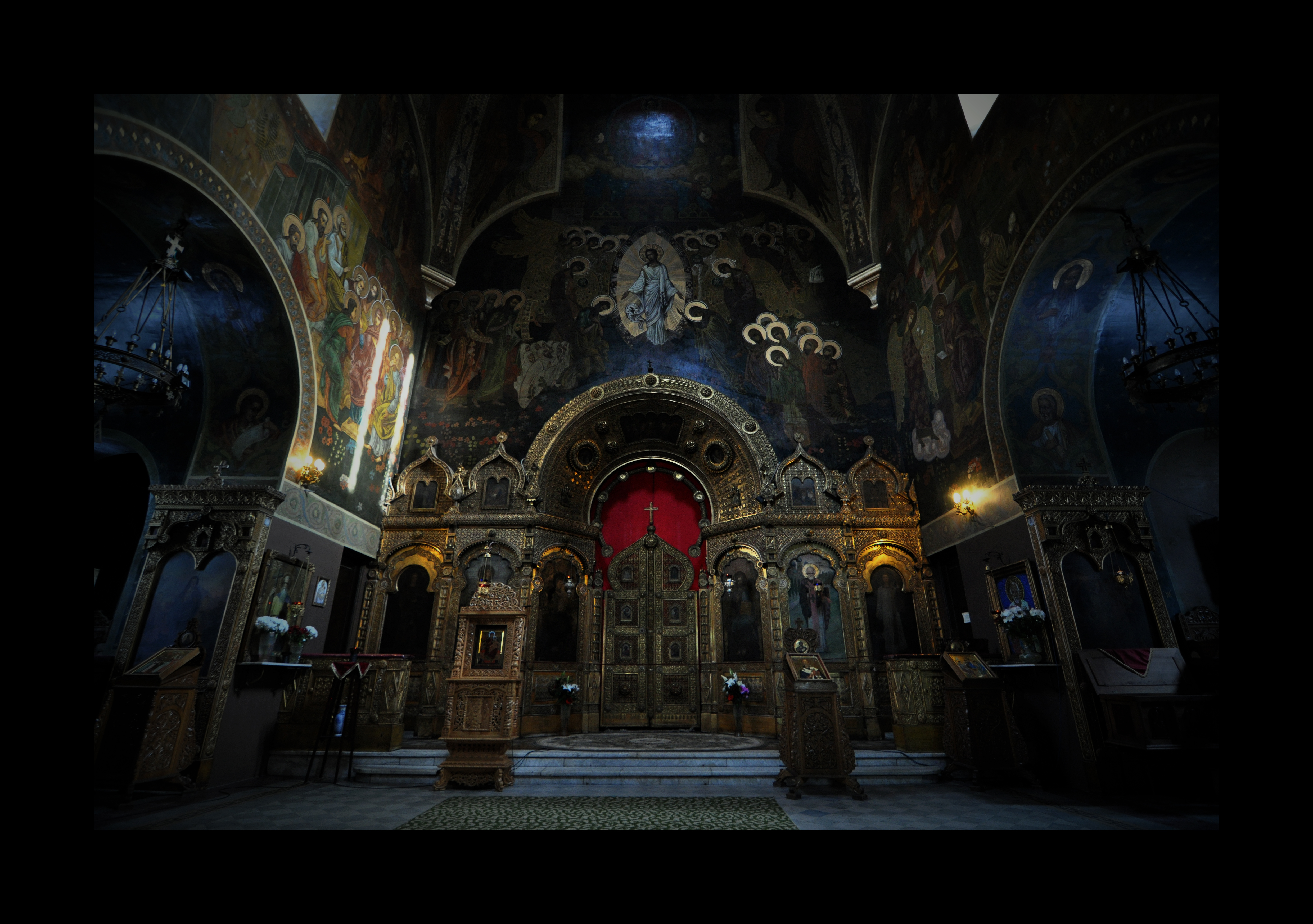
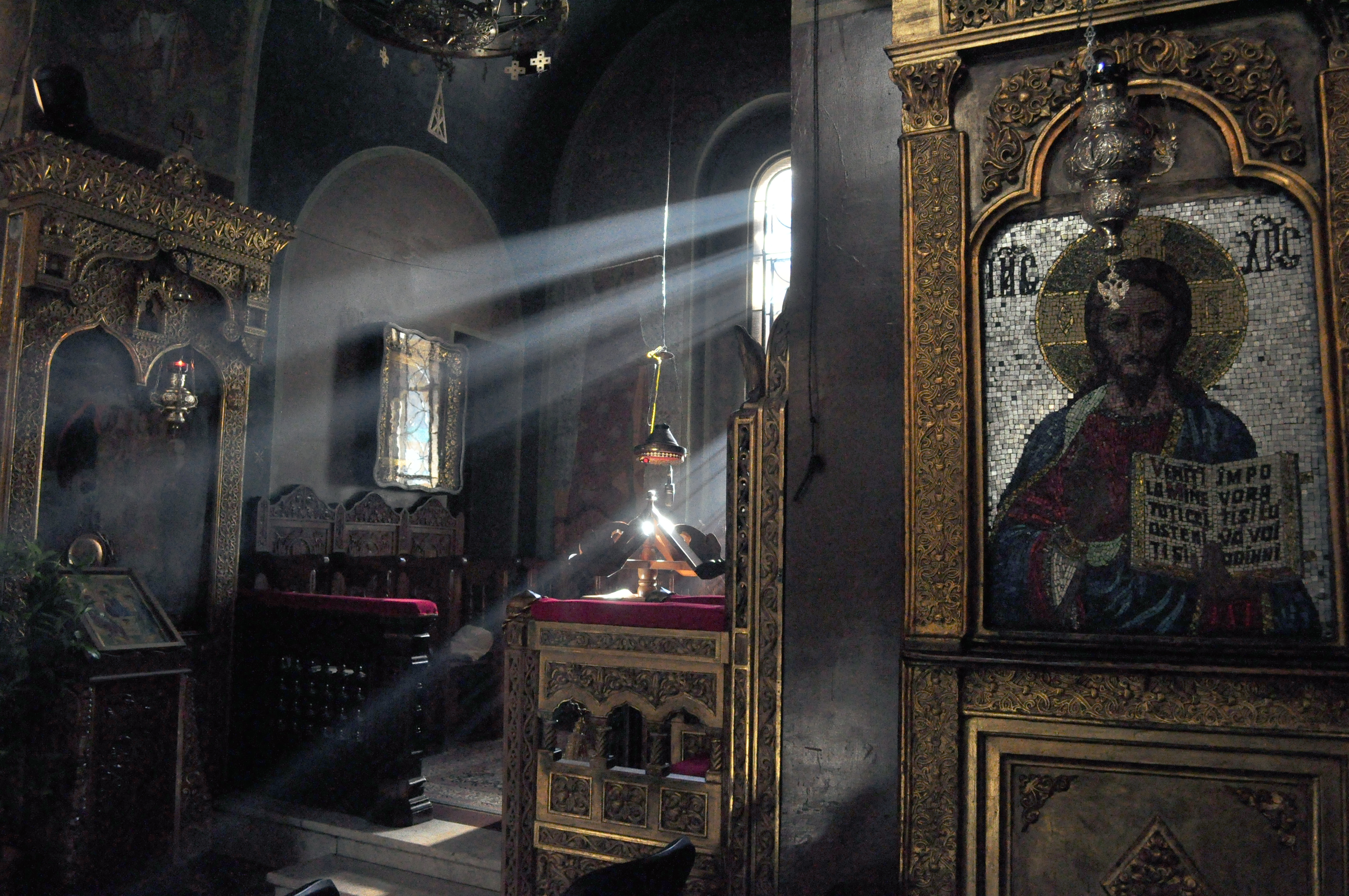
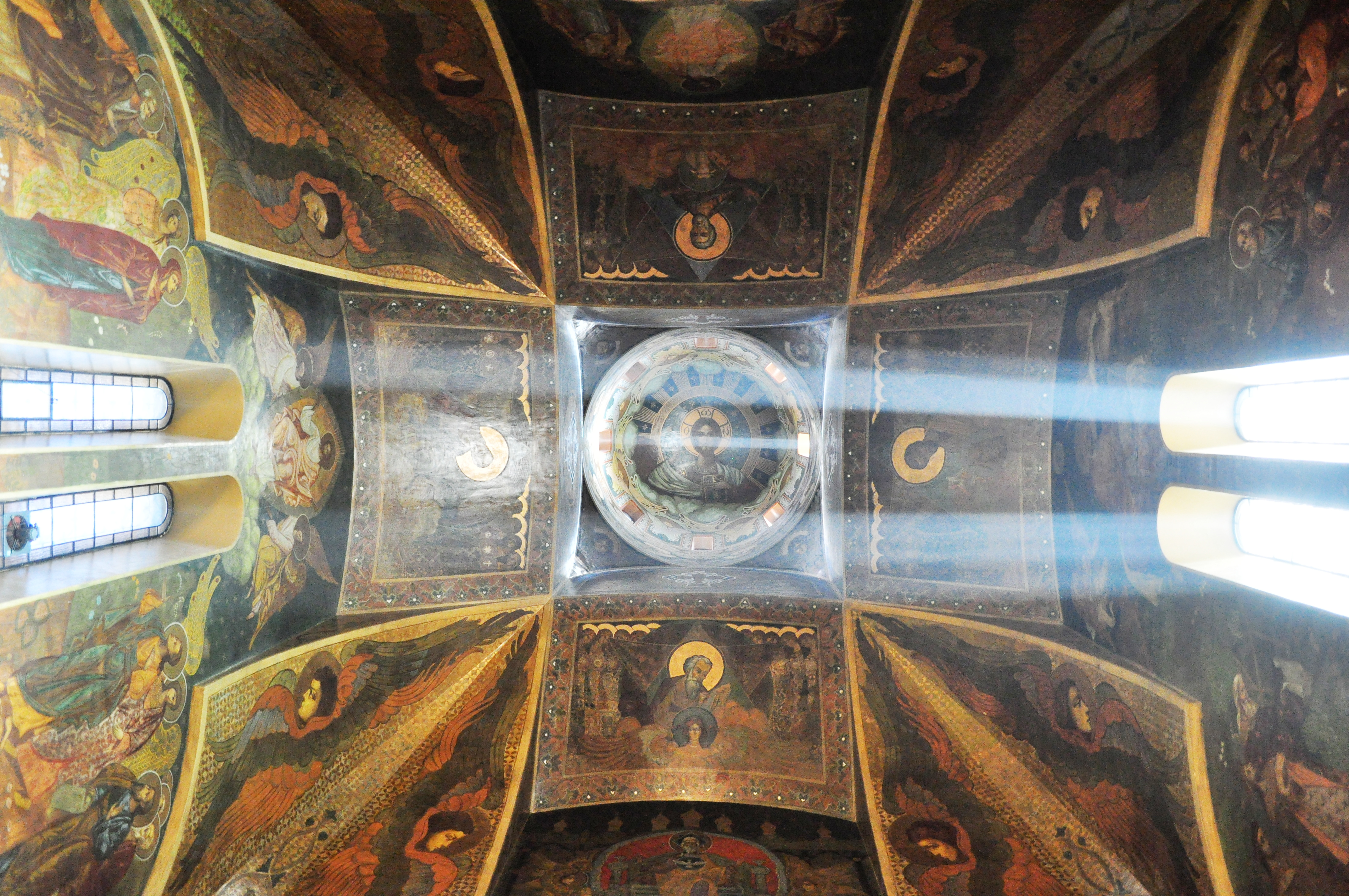